# 외머리로
외머리로(Oemeori-ro)는 대한민국의 경상북도 영천시 서부동 중심부를 연결하는 도로이다.

## 노선 경로
- 화룡삼거리 - 장수로 (국도 제28호선)
- 삼거리 명칭 미상 - 운동장로
- 오미삼거리 - 천문로 (국도 제35호선 ; 영천 방향)
- 천문로와 직결 (국도 제35호선 ; 안동 · 청송 방향)